# Mohélizanger
De mohélizanger (Nesillas mariae) is een zangvogel uit de familie Acrocephalidae (rietzangers).

## Verspreiding en leefgebied
Deze soort is endemisch op het eiland Mohéli in de Comoren, een eilandengroep nabij Madagaskar.

## Status
De grootte van de populatie is niet gekwantificeerd maar de soort wordt omschreven als algemeen. Het verspreidingsgebied is erg klein en de soort gaat achteruit door habitatverlies. Op de Rode lijst van de IUCN heeft deze soort daarom de status bedreigd.